# 唐物語
『唐物語』（からものがたり、からもののかたり）は、中国の故事を翻案し歌物語の形式にした説話集。作者は藤原成範である蓋然性が高く、成立は12世紀後半と推定される。
それぞれに異なる人物を主人公とする27の短い物語を集成したものである。『蒙求』『白氏文集』などを主要な出典とし、多くは有名な故事を題材としている。「唐」（から）は中国を意味し、唐代以前の故事が多い。文章は『源氏物語』や和歌の影響の強い優雅な和文体で、また内容的にも原拠と目される作品とはかなりの違いが見られる。
各作品の原拠についての研究は、江戸時代文化6年（1809年）の清水浜臣の『唐物語提要』を初めとして現代までいくつもの研究が報告されている。しかし、張文成（「遊仙窟」の作者、張鷟（中国語版））が則天皇后の愛人であったという第9話と、結婚を拒否して山中に逃れた娘が犬と交わるという第27話は、中国の原拠が不明のため、古来大きな研究課題となっている。

## 目録と典拠
（ ）は清水浜臣『唐物語提要』に挙げられた標題、『 』は有吉恵美子考証による原拠文献題名。
1. （王子猷（中国語版）） 『蒙求子猷尋戴』[6]
2. （白楽天） 『白氏文集巻十二琵琶引』
3. （賈氏） 『左伝昭公二十八年』
4. （梁鴻） 『蒙求孟光荊釵』[7]
5. （司馬相如卓文君） 『史記巻百十七本伝』／（題柱故事） 『蒙求相如題柱』[8]
6. （石季倫緑珠） 『蒙求緑珠墜楼』[9]
7. （宋玉） 『文選登徒子奸色賦』
8. （関盼盼） 『白氏文集巻十五燕子楼（中国語版）』
9. （張文成則天武后） 出所不詳
10. （徳言陳氏） 『本事詩（中国語版）』[10]
11. （簫史弄玉） 『列仙伝』[11]
12. （望夫石） 『幽明録』[12]
13. （娥皇女英） 『博物志（中国語版）』[13]
14. （陵園妾） 『白氏文集新楽府陵園妾』
15. （武帝李夫人） 『前漢書巻九十七外戚伝』『白氏文集新楽府李夫人』
16. （武帝西王母） 『西王母漢武内伝』『博物志』[14]
17. （商山四皓（中国語版）呂后） 『史記巻五十五留侯世家』『史記呂后本紀』『前漢書外戚伝』『西京雑記』／（許由巣父） 『高士伝』『蒙求許由一瓢』
18. （玄宗楊貴妃） 『白氏文集巻十二長恨歌并伝』
19. （朱買臣） 『前漢書巻六十四朱買臣伝』[15]
20. （程嬰杵臼[16]） 『史記巻四十三趙世家』
21. （平原君） 『史記巻七十六平原君列伝』[17]
22. （楚荘王） 『説苑』[18]
23. （荀爽女） 『後漢書巻八十四列女伝』
24. （上陽人） 『白氏文集巻三新楽府』
25. （王昭君） 『西京雑記』。また『文選』にも同様の話が見える。
26. （潘安仁） 『晋書巻五十五潘安仁伝』[19]
27. （雪々） 出所不詳

## 現代語訳書等
- 浅井峯治『唐物語新釈』大同館書店、1940年。CRID 1130000797332561152。doi:10.11501/1884618。全国書誌番号:60010838。 覆刻版は1989年1月 有精堂。底本は清水浜臣校版本。
  - 浅井峯治『唐物語新釈』（覆刻版）有精堂出版、1989年。ISBN 464030594X。 NCID BN0307533X。全国書誌番号:89019353。
- 小林保治 編著『唐物語』2003年 講談社学術文庫 ISBN 978-4-06-159601-6 。元版は『唐物語全釈』1998年 笠間書院 ISBN 978-4305300263 。底本は名古屋大学文学部国語国文学研究室所蔵本。

## 注・出典
1. ↑  上限は仁平元年（1151年）と推定されている。
2. ↑  国文学研究資料館公開資料に清水浜臣《唐物語提要・唐物語》 提要末尾に署名「文化六年二月 清水濱臣識」 江門書肆刊の影印 がある。5コマ目が原拠文献の一覧、9コマ目に署名。
3. ↑  清水浜臣 1931.
4. ↑  1959年度福岡女子大学卒業生、詳細不詳。
5. ↑  (有吉恵美子(1960))は、清水浜臣校訂本（『平安朝物語集』（有朋堂書店）に収録）、(浅井峯治(1940))、山田孝雄『蒙求と国文学』（1913年 國學院雜誌19巻11号 doi:10.11501/3364874）に挙げられた出典を検討し、『唐物語』成立以前に日本に伝来していたか否かを確認したもの。論文の冒頭に一覧が挙げられている。卒業論文と思われるが、2010年に曾麗端は厦門大学の碩士（修士）論文《『唐物語』の翻訳技法に関する一考察 --『蒙求』と『白氏文集』の翻訳を中心として》で成果を評価している。
6. ↑  山田孝雄による。清水浜臣は『晋書巻八十本伝』を挙げる。
7. ↑  山田孝雄による。清水浜臣は『後漢書巻八十三梁鴻伝』を挙げる。
8. ↑  清水浜臣は『華陽国志』を挙げる。
9. ↑  清水浜臣は『晋書巻三十三石崇伝』を並記する。
10. ↑  清水浜臣は『本事詩』と『両京新記』を並記しているが、古田島洋介は『両京新記（中国語版）巻三』を挙げる：(古田島洋介(1985))。なお『両京新記巻三』は唐末に伝来したとされる佚存書。
11. ↑  山田孝雄は『蒙求簫史鳳台』を挙げる。
12. ↑  (浅井峯治(1940))で『神異記』を挙げる。
13. ↑  (浅井峯治(1940))で『古列女伝』を挙げる。
14. ↑  『博物志』は(浅井峯治(1940))の挙げるところ。清水浜臣は『漢武内伝』と『列仙伝』を並記する。
15. ↑  山田孝雄は『蒙求買妻耻醮』を挙げる。
16. ↑  程嬰も公孫杵臼も趙氏孤児の登場人物。
17. ↑  『蒙求趙勝謝躄』という説もある。
18. ↑  清水浜臣は『韓非子』『楚策』『蒙求引説苑』『無所見』を並記、山田孝雄は『蒙求楚荘絶纓』を挙げる。
19. ↑  『蒙求岳湛連璧』という説もある。